# فرودگاه واندرهوف
فرودگاه واندرهوف (به انگلیسی: Vanderhoof Airport) یک فرودگاه همگانی است که یک باند فرود شن دارد و طول باند آن ۱٬۳۷۰ متر است. این فرودگاه در کشور کانادا قرار دارد و در ارتفاع ۶۷۹ متری از سطح دریا واقع شده است.